# Cyathea roroka
Cyathea roroka är en ormbunkeart som beskrevs av Peter Hans Hovenkamp.
Cyathea roroka ingår i släktet Cyathea och familjen Cyatheaceae. Inga underarter finns listade i Catalogue of Life.